# Řecké vojenské letectvo

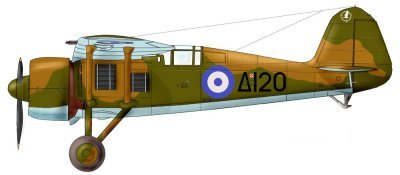
Řecký stíhací letoun typu PZL P.24

Řecké vojenské letectvo (řecky: Πολεμική Αεροπορία) je část řeckých ozbrojených sil.

## Historie
Řecké vojenské letectvo vzniklo v roce 1911, zúčastnilo se obou balkánských válek. Původně se skládalo z armádního letectva a námořního letectva ale v roce 1930 se stalo samostatnou částí. V roce 1931 byla založena Letecká akademie. V roce 1940 se řecké letectvo úspěšně bránilo italskému útoku během Řecko-italské války, ale bylo zničeno v dubnu 1941 po útocích Luftwaffe. Po osvobození se účastnilo Řecké občanské války, kde sehrálo důležitou roli.
V současnosti (rok 2008) má řecké letectvo 358 strojů v aktivní službě. Níže je přehled všech strojů včetně zálohy.

## Vybavení
Tabulka obsahuje přehled letecké techniky podle Flightglobal.com.
| Název                          | Fotografie     | Původ          | Určení                          | Verze                                                        | Ve službě      | Poznámky                                          |                |
| Bojové letouny                 | Bojové letouny | Bojové letouny | Bojové letouny                  | Bojové letouny                                               | Bojové letouny | Bojové letouny                                    | Bojové letouny |
| ------------------------------ | -------------- | -------------- | ------------------------------- | ------------------------------------------------------------ | -------------- | ------------------------------------------------- | -------------- |
| F-16 Fighting Falcon           |                | USA            | stíhací letoundvoumístný letoun | F-16CF-16D                                                   | 11439          |                                                   |                |
| F-4 Phantom II                 |                | USA            | stíhací bombardér               | F-4E                                                         | 33             |                                                   |                |
| Dassault Rafale                |                | Francie        | víceúčelový stíhací letoun      | C F3-R/F1F2                                                  | 1              | První stroj z 18 objednaných dorazil 21. 7. 2021. |                |
| Mirage 2000                    |                | Francie        | stíhací letoundvoumístný letoun | Mirage 2000EGMirage 2000-5/MK IIMirage 2000EGMirage 2000-5BG | 16242          |                                                   |                |
| Dopravní a transportní letouny |                |                |                                 |                                                              |                |                                                   |                |
| C-27J Spartan                  |                | Itálie         | transportní letoun              | C-27J                                                        | 12             |                                                   |                |
| C-130 Hercules                 |                | USA            | transportní letoun              | C-130BC-130H                                                 | 7              |                                                   |                |
| King Air                       |                | USA            | VIP-transport                   | King Air 350                                                 | 0              | Objednány 2 kusy.                                 |                |
| Speciální letouny              |                |                |                                 |                                                              |                |                                                   |                |
| C-130 Hercules                 |                | USA            | elektronický boj                | C-130H                                                       | 2              |                                                   |                |
| P-3 Orion                      |                | USA            | námořní hlídkový letoun         | P-3B                                                         | 1              |                                                   |                |
| Embraer ERJ-145                |                | Brazílie       | AEW&C                           |                                                              | 4              |                                                   |                |
| CL-415                         |                | Kanada         | SAR                             |                                                              | 1              |                                                   |                |
| Vrtulníky                      |                |                |                                 |                                                              |                |                                                   |                |
| Bell 205                       |                | USA            | víceúčelový vrtulník            | AB 205                                                       | 12             |                                                   |                |
| H215                           |                | Francie        | víceúčelový vrtulník            | AS332C1                                                      | 12             |                                                   |                |
| Cvičné letouny                 |                |                |                                 |                                                              |                |                                                   |                |
| T-2 Buckeye                    |                | USA            | cvičný letoun                   | T-2CT-2E                                                     | 40             |                                                   |                |
| T-6 Texan II                   |                | USA            | cvičný letoun                   | T-6A                                                         | 45             |                                                   |                |